# Paradrino ptlifacies
Paradrino ptlifacies är en tvåvingeart som beskrevs av Lahiri 2006. Paradrino ptlifacies ingår i släktet Paradrino och familjen parasitflugor. Inga underarter finns listade i Catalogue of Life.